# La Route Napoléon
Pour les articles homonymes, voir Route Napoléon.
Pour plus de détails, voir Fiche technique et Distribution.
La Route Napoléon est un film français de Jean Delannoy, sorti en 1953.

## Synopsis
Magnat de la publicité, Edouard Martel a été choisi pour le lancement de la très touristique route Napoléon et une caravane doit semer l'enthousiasme dans les populations. Une fausse manœuvre oblige Martel à substituer au village de Malijai où l'empereur a fait halte, celui de Bourg-sur-Bleone ignoré par Napoléon. Le malin Martel s'y prend avec une telle adresse qu'il convainc tous les habitants du passage du grand homme et que le curé et l'instituteur, plus ou moins réticents, s'inclineront devant le succès de cette aventure moderne.

## Fiche technique
- Titre : La Route Napoléon
- Réalisation : Jean Delannoy, assisté de Pierre Zimmer et de Jacques Rouffio
- Dialogues : Antoine Blondin, Roland Laudenbach
- Photographie : Léonce-Henri Burel
- Son : Louis Giaume, William-Robert Sivel
- Musique : Paul Misraki
- Sociétés de production : Les Films Gibé
- Pays :  France
- Format :  Noir et blanc - 1,37:1 - 35 mm - Son mono
- Genre : Comédie
- Durée : 90 minutes
- Date de sortie :
  - France -  14 octobre 1953

## Distribution
- Pierre Fresnay : Edouard Martel
- Henri Vilbert : Blaise
- Claude Laydu : Jacques Marchand
- Raphaël Patorni : Bonvent
- Nicolas Amato : Figuières
- Mireille Ozy : Stella
- Germaine de France : la mère d’Edouard
- Pierrette Caillol : la femme du docteur
- René Génin : le curé
- Fernand Sardou : le maire
- Fransined : le pharmacien
- Maurice Bénard : le ministre
- Henri Arius : le boucher
- Bréols : le Maire de Malijai
- Marie Albe
- Lucien Callamand
- René-Jean Chauffard
- Serge Davin
- Paul Demange
- Eugène Frouhins
- Francis Gag
- Jim Gérald
- Marcel Loche
- Yette Lucas
- Jean-François Martial
- Robert Moor
- Denise Prêcheur
- Anne Roudier
- Robert Seller
- Hélène Tossy